# South Lake (Île-du-Prince-Édouard)
Pour les articles homonymes, voir South Lake.
South Lake est une communauté dans le comté de Kings sur l'Île-du-Prince-Édouard, au Canada, au nord-est de Souris.